# Los Monjes
Los Monjes je souostroví pod správou Venezuely. Ostrovy leží na jihu Karibského moře, kde ze severu uzavírají Venezuelský záliv. Řadí se k části Malých Antil, která se nazývá Závětrné Antily.
Neobydlené souostroví bez vegetace a zdrojů pitné vody je tvořeno třemi skupinami: Monjes del Sur, Monje del Este a Monjes del Norte. Má celkovou rozlohu 0,2 km² a nejvyšší bod má nadmořskou výšku 70 m. Venezuelská pobřežní stráž udržuje na Monjes del Sur základnu nazvanou Capitán de Navío Felipe Batista, dva hlavní ostrovy byly roku 1999 propojeny náspem. 
Ostrovy objevil v roce 1499 Alonso de Hojeda a nazval je Los Monjes (Mniši) podle podoby skalisek s mnišskými kápěmi. Od devatenáctého století jsou ostrovy předmětem územního sporu mezi Venezuelou a Kolumbií, v němž jde také o vymezení hranic výlučné ekonomické zóny v moři. V roce 1938 bylo souostroví zařazeno mezi venezuelské Federální dependence.

## Fotogalerie

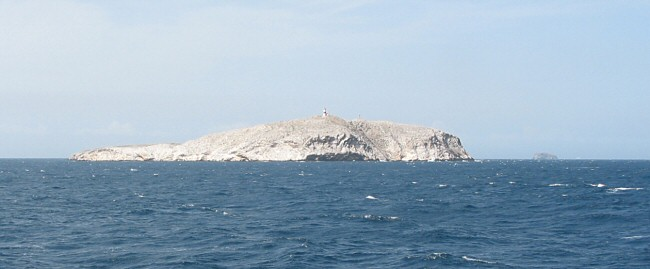
Los Monjes
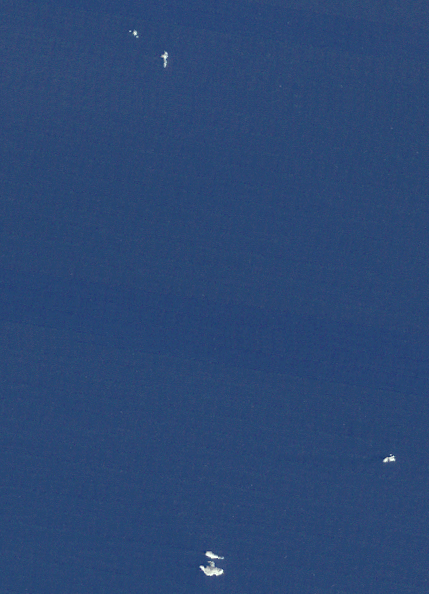
Satelitní snímek